# Мечта (песен на Михаил Смирнов)
„Мечта“ е песен на руския певец Михаил Смирнов, която ще представи Русия на детския песенен конкурс „Евровизия 2015“. Песента е композирана от Вячеслав Мерцалов, а върху финалния аранжимент работи Димитрис Контопулос.

## Предистория
На 25 септември 2015 година Миша е избран да представя Русия на детската „Евровизия“ на национална селекция, организирана от канал „Карусель“. При избора на песента в олимпийски комплекс „Лужники“ вземат участие 18 деца. „Мечта“ на Смирнов печели зрителите и звездното жури в лицето на Игор Крутой, Филип Киркоров, Юлия Савичева, Нюша, Юлия Началова, Алина Кукушкина и Виталий Гогунский.